# Humphrey Sutherland
Carol Humphrey Vivian Sutherland, (5 mai 1908 - 14 mai 1986), connu sous le nom de Humphrey Sutherland, est un numismate britannique.

## Biographie
Sutherland est né à Merton Park, dans le Surrey. Il est le frère cadet du peintre Graham Sutherland. Il fait ses études à la Westminster School et à la Christ Church d'Oxford. En 1932, il devient conservateur assistant de la Heberden Coin Room du Ashmolean Museum et, à partir de 1939, il enseigne également la numismatique à l'Université d'Oxford. Il est nommé conservateur de la salle des pièces en 1957 et prend sa retraite en 1975. Il reçoit la médaille de la Royal Numismatic Society en 1954.
Il est nommé Commandeur de l'Ordre de l'Empire britannique (CBE) en 1970.